# Sherburne Wesley Burnham
Sherburne Wesley Burnham, ameriški astronom, * 12. december 1838, Thetford, Anglija, † 11. marec 1921, Chicago, Illinois, ZDA.
Odkril je 1340 dvojnih zvezd.
Po njem se imenuje krater Burnham in asteorid glavnega pasu 834 Burnhamia.
1. 1 2  SNAC — 2010.
2. 1 2  Brockhaus Enzyklopädie